# Ле Пулен, Корин
Кори́н Ле Пулен (фр. Corinne Le Poulain; 26 мая 1948, Нёйи-сюр-Сен, департамент О-де-Сен, Франция — 10 февраля 2015, Париж) — французская актриса театра и кино.

## Биография
Корин Ле Пулен, племянница французского театрального деятеля Жана Ле Пулена, ставшего в 1980-х годах руководителем театра Комеди Франсез, начала свою актёрскую деятельность в 1967 году, когда сыграла в пьесе «Сорок каратов». Исполнила несколько десятков ролей, преимущественно в пьесах бульварного театра. Играла с некоторыми звёздами первой величины — например, с Луи де Фюнесом в пьесе «Оскар» в 1970-х годах. В интервью говорила, что ей нравится народный бульварный театр, а с возрастом ещё больше, потому что она теперь может играть бабушек.
В кино играла преимущественно небольшие роли, обычно в сериалах, телефильмах или телеспектаклях. Исключением были главные роли в сериалах «Блеск и нищета куртизанок», поставленному в 1975 году по роману Оноре де Бальзака, где Корин сыграла роль Эстер, и «Сэм и Салли» 1978 года, где она исполнила одну из двух заглавных ролей. Позднее, в 1994 году, была также приглашена Жаном-Пьером Моки на достаточно заметную роль Глории в его комедии «Бонсуар».
Скончалась 10 февраля 2015 года в Париже в возрасте 66 лет от «молниеносного» рака.

## Избранная фильмография
| Год  |     | Русское название          | Оригинальное название                 | Роль           |
| ---- | --- | ------------------------- | ------------------------------------- | -------------- |
| 1969 | ф   | Провокация                | La Provocation                        | Изабель        |
| 1969 | ф   | Молодая пара              | Un jeune couple                       | Жанин          |
| 1970 | ф   | Большая Ява               | La Grande Java                        | дочь Коломбани |
| 1973 | ф   | Ангелы                    | Les Anges                             | Мартин         |
| 1975 | мтф | Блеск и нищета куртизанок | Splendeurs et misères des courtisanes | Эстер          |
| 1977 | ф   | Забавные зебры            | Drôles de zèbres                      | Соланж         |
| 1978 | с   | Сэм и Салли               | Sam et Sally                          | Салли          |
| 1994 | ф   | Бонсуар                   | Bonsoir                               | Глория         |

Источник: AlloCiné. Русские названия даны по сайту Кинопоиск